# Kangaatsiaq
Kangaatsiaq är en stad i Qaasuitsups kommun i Grönland. Före kommunreformen 2009 var den huvudort i kommunen Kangaatsiaq. Sin stadsstatus fick Kangaatsiaq 1986, och är därmed Grönlands yngsta stad. Staden har omkring 532 invånare (2015). Fiske är den viktigaste näringen.

## Bygder i området
- Attu
- Niaqornaarsuk
- Ikerasaarsuk
- Iginniarfik